# Andreas Pantazis
Andreas Pantazis (griechisch Ανδρέας Πανταζής; * 4. Juni 2000) ist ein griechischer Leichtathlet, der sich auf den Dreisprung spezialisiert hat.

## Sportliche Laufbahn
Erste internationale Erfahrungen sammelte Andreas Pantazis beim Europäischen Olympischen Jugendfestival (EYOF) 2015 in Tiflis, bei dem er mit einer Weite von 14,36 m den fünften Platz im Dreisprung belegte. Im Jahr darauf gewann er bei den U18-Balkan-Meisterschaften in Kruševac mit 14,71 m die Silbermedaille und 2017 schied er bei den U20-Europameisterschaften in Grosseto mit 14,89 m in der Qualifikationsrunde aus. Im Jahr darauf brachte er bei den U20-Weltmeisterschaften in Tampere in der Vorrunde keinen gültigen Versuch zustande und 2019 gewann er bei den U20-Europameisterschaften in Borås mit 16,08 m die Bronzemedaille. 2020 belegte er bei den Balkan-Hallenmeisterschaften in Istanbul mit 15,80 m den fünften Platz und auch bei den U23-Europameisterschaften im Jahr darauf in Tallinn gelangte er mit 16,12 m auf den fünften Platz. 2022 gewann er bei den Balkan-Meisterschaften in Craiova mit 16,00 m die Bronzemedaille hinter seinem Landsmann Nikolaos Andrikopoulos und Artem Konowalenko aus der Ukraine, ehe er bei den Europameisterschaften in München mit 15,86 m in der Qualifikationsrunde ausschied. Im Jahr darauf verpasste er bei den Halleneuropameisterschaften in Istanbul mit 16,06 m den Finaleinzug und im Juli belegt er bei den Balkan-Meisterschaften in Kraljevo mit 15,91 m den sechsten Platz. Daraufhin schied er bei den Weltmeisterschaften in Budapest mit 14,67 m in der Qualifikationsrunde aus. 2024 verpasste er bei den Europameisterschaften in Rom mit 15,36 m den Finaleinzug.
2023 wurde Pantazis griechischer Meister im Dreisprung.